# Sanada Nobutsuna
Sanada Nobutsuna (真田信綱?   1537 – 29 de junio de 1575) fue un samurái japonés del siglo XVI que sirvió al clan Takeda.  Nobutsuna nació en el castillo Matsuo y fue el hijo mayor de Sanada Yukitaka. Cuando se acercaba su mayoría de edad, se le concedió utilizar el kanji shin (信?) del nombre de Takeda Shingen, por lo que tomó el nombre de Nobutsuma (信綱?).
Se cree que su primera campaña fue durante el asedio de Toishi. Combatió bajo la bandera del clan Takeda de tal forma que fue considerado uno de los famosos Veinticuatro Generales de Takeda Shingen. Durante la Batalla de Nagashino del año 1575, Nobutsuna comandó a 200 elementos de caballería, conflicto en el cual murió en batalla.
Su sobrino, Sanada Yukimura se convirtió en uno de los samurái más famosos de su época.